# Parodija (biljni rod)
Parodija (lat. Parodia), rod južnoameričkih kaktusa, pordica Cactaceae. Trajnice. Postoji šezdesetak vrsta.

## Vrste
1. Parodia alacriportana Backeb. & Voll
2. Parodia allosiphon (Marchesi) N.P.Taylor
3. Parodia aureicentra Backeb.
4. Parodia ayopayana Cárdenas
5. Parodia buiningii (Buxb.) N.P.Taylor
6. Parodia calvescens (N.Gerloff & A.D.Nilson) Anceschi & Magli
7. Parodia carambeiensis (Buining & Brederoo) Hofacker
8. Parodia chrysacanthion (K.Schum.) Backeb.
9. Parodia claviceps (F.Ritter) F.H.Brandt
10. Parodia columnaris Cárdenas
11. Parodia comarapana Cárdenas
12. Parodia commutans F.Ritter
13. Parodia concinna (Monv.) N.P.Taylor
14. Parodia crassigibba (F.Ritter) N.P.Taylor
15. Parodia curvispina (F.Ritter) D.R.Hunt
16. Parodia erinacea (Haw.) N.P.Taylor
17. Parodia × erubescens (Osten) D.R.Hunt
18. Parodia formosa F.Ritter
19. Parodia fusca (F.Ritter) Hofacker & P.J.Braun
20. Parodia gaucha M.Machado & Larocca
21. Parodia gibbulosoides F.H.Brandt
22. Parodia haselbergii (Haage ex Rümpler) F.H.Brandt
23. Parodia hausteiniana Rausch
24. Parodia hegeri Diers, Krahn & Beckert
25. Parodia herteri (Werderm.) N.P.Taylor
26. Parodia horrida F.H.Brandt
27. Parodia horstii (F.Ritter) N.P.Taylor
28. Parodia ibicuiensis (Prestlé) Anceschi & Magli
29. Parodia langsdorfii (Lehm.) D.R.Hunt
30. Parodia larapuntensis Diers & Jucker
31. Parodia lenninghausii (F.Haage) F.H.Brandt ex Eggli & Hofacker
32. Parodia linkii (Lehm.) R.Kiesling
33. Parodia maassii (Heese) A.Berger
34. Parodia magnifica (F.Ritter) F.H.Brandt
35. Parodia mairanana Cárdenas
36. Parodia mammulosa (Lem.) N.P.Taylor
37. Parodia microsperma (F.A.C.Weber) Speg.
38. Parodia mueller-melchersii (Fric ex Backeb.) N.P.Taylor
39. Parodia muricata (Link & Otto ex Pfeiff.) Hofacker
40. Parodia neoarechavaletae (Havlícek) D.R.Hunt
41. Parodia neobuenekeri (F.Ritter) Anceschi & Magli
42. Parodia neohorstii N.P.Taylor
43. Parodia nigrispina (K.Schum.) F.H.Brandt
44. Parodia nivosa Backeb.
45. Parodia nothorauschii D.R.Hunt
46. Parodia ocampoi Cárdenas
47. Parodia otaviana Cárdenas
48. Parodia ottonis (Lehm.) N.P.Taylor
49. Parodia oxycostata (Buining & Brederoo) Hofacker
50. Parodia prestoensis F.H.Brandt
51. Parodia procera F.Ritter
52. Parodia rechensis (Buining) F.H.Brandt
53. Parodia ritteri Buining
54. Parodia schumanniana (Nicolai) F.H.Brandt
55. Parodia schwebsiana (Werderm.) Backeb.
56. Parodia scopa (Spreng.) N.P.Taylor
57. Parodia stockingeri (Prestlé) Hofacker & P.J.Braun
58. Parodia stuemeri (Werderm.) Backeb.
59. Parodia subterranea F.Ritter
60. Parodia taratensis Cárdenas
61. Parodia tenuicylindrica (F.Ritter) D.R.Hunt
62. Parodia tuberculata Cárdenas
63. Parodia warasii (F.Ritter) F.H.Brandt
64. Parodia werdermanniana (Herter) N.P.Taylor